# Гиссарский государственный горно-арчовый заповедник
Гиссарский государственный горно-арчовый заповедник (узб. Hisor davlat qo‘riqxonasi) — заповедник расположенный в Кашкадарьинской области Узбекистана. Образован объединением Кызысуйского горно-арчового заповедника с Миракинским. Включает в себя весь природный комплекс верхних поясов Западного Гиссара и основной водосбор бассейна верхней Кашкадарьи.
Объектами охраны являются среднеазиатская кобра, бородач, снежный гриф, белоголовый сип, черный гриф, беркут, балобан, орел-карлик, белокоготный медведь, снежный барс, туркестанская рысь, иранская выдра и др.

## История
С 2015 года посещение туристами Гиссарского заповедника и прилегающей к нему территории запрещено.